# John Fox (militare)
John Robert Fox (Cincinnati, 18 maggio 1915 – Sommocolonia, 26 dicembre 1944) è stato un militare statunitense caduto in battaglia nel momento in cui, e deliberatamente, ordinò alla propria artiglieria di fare fuoco sulla sua posizione, dopo che la stessa fu circondata dai tedeschi, al fine di annientare un attacco nemico nei pressi della località di Sommocolonia, nel comune di Barga (Lucca).
Ricevette, postumo, la Medal of Honor nel 1997, per aver sacrificato volontariamente la propria vita.

## Biografia
Nacque a Cincinnati, nell'Ohio, il 18 maggio 1915. Frequentò l'università di Wilberforce, partecipando alla Reserve Officers' Training Corps (ROTC) sotto il comando di Aaron R. Fisher e diplomandosi con il grado di sottotenente nel 1940. Aveva 29 anni quando, il 26 dicembre 1944, ordinò il fuoco di artiglieria sulla sua posizione. Per tale gesto, nel 1982, fu insignito postumo della Distinguished Service Cross.. Più di cinquanta anni dopo la sua morte, fu insignito anche della Medal of Honor. È sepolto nel cimitero di Colebrook a Whitman, Massachusetts.
Agli inizio degli anni novanta ci si rese conto che, a causa della loro razza, i soldati afro-americani non erano stati tenuti in considerazione nell'assegnazione della Medal of Honor. Dopo un'accurata rivisitazione, sette soldati afro-americani, tramite la Medal of Honor, ottennero nel 1997, un maggior riconoscimento. Il primo tenente Fox fu uno di questi sette soldati.

## Carriera militare

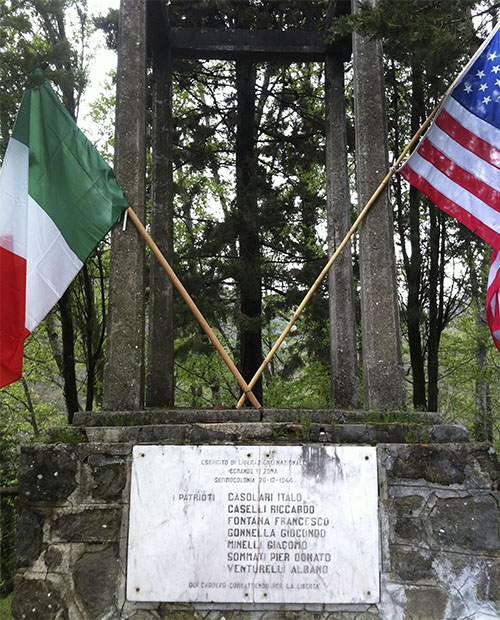
Lapide con le bandiere italiana e statunitense nelle colline intorno a Sommocolonia commemorativa dei caduti in battaglia del 26 dicembre 1944.

La 92ª divisione di fanteria, conosciuta come Buffalo Soldiers, fu una divisione afroamericana che combatté durante la seconda guerra mondiale. Il tenente John R. Fox apparteneva al 366º Reggimento di fanteria quando sacrificò la sua vita per sconfiggere i tedeschi e salvare la vita dei propri compagni. Nel dicembre 1944, Fox faceva parte di una piccola squadra di osservatori che si offrirono volontariamente di avanzare fino al villaggio di Sommocolonia, nella valle del fiume Serchio. Le forze americane furono costrette ad abbandonare il villaggio dopo essere stati accerchiate dai tedeschi. Dalla sua posizione al secondo piano di una casa, Fox diresse il fuoco difensivo dell'artiglieria.
I tedeschi occupavano le strade e attaccavano in forze, superando abbondantemente in numero il piccolo gruppo di soldati americani. Fox comunicò via radio per aggiustare il tiro dell'artiglieria più vicino alla sua posizione, poi comunicò di sparare ancora più vicino. Il soldato che ricevette l'ordine di Fox rimase impietrito, perché se avesse ottemperato la posizione di Fox sarebbe stata colpita, uccidendo Fox. Quando fu riferita la situazione a Fox egli rispose: “Fire it!” (Fate fuoco!) Questo sacrificio ritardò l'avanzata tedesca, consentendo alle altre unità statunitensi di riorganizzarsi per reagire all'attacco.
Il suo gesto avrebbe aiutato le forze statunitensi, costrette alla temporanea ritirata, ad organizzare un contrattacco per riprendere il controllo del villaggio.
La motivazione ufficiale della Medal of Honor riporta che le truppe americane, dopo il ritorno nel paesino, avrebbero trovato il corpo di Fox in mezzo ai cadaveri di circa cento soldati tedeschi.

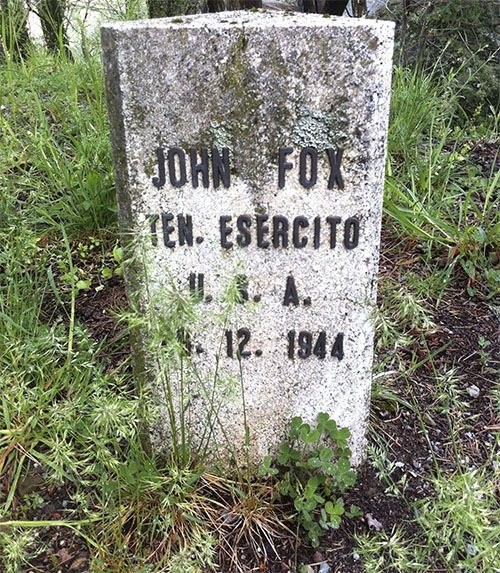
Lapide commemorativa della Medal of Honor John R. Fox nei boschi e rovine intorno a Sommocolonia (Lucca).

## Riconoscimenti
Nel dopoguerra, i cittadini di Sommocolonia eressero un monumento ai nove uomini uccisi durante la battaglia, di cui otto soldati italiani e il tenente Fox. Nel 2005, l'azienda di giocattoli Hasbro realizzò una miniatura "per commemorare il tenente John R. Fox nella serie G.I. Joe Medal-of-Honor."

## Onorificenze

### Motivazione della Medal of Honor
Per le sue "azioni valorose e coraggiose, fino al sacrificio supremo della sua propria vita," Fox fu insignito postumo della Medal of Honor. La sua vedova, Arlene Marrow di Brockton, Massachusetts, ricevette la sua medaglia dalle mani del presidente Bill Clinton in una cerimonia presso la Casa Bianca avvenuta il 13 gennaio 1997. In quel giorno, Clinton consegnò altre sei medaglie ad altrettanti veterani afroamericani della seconda guerra mondiale dimenticati, tra cui Vernon Baker, unico sopravvissuto.
Motivazione:
(Washington, 13 gennaio 1997)